# بند سبزک

بند سبزک در زمستان

بند سبزک یا دره سبزک نام منطقه‌ای سخت‌گذر اما زیبا و دیدنی است در ولایت بادغیس قرار دارد که مرز بین ولایت هرات و ولایت بادغیس را مشخص می‌کند.
بند سبزک در گفتار عامیانه مردم افغانستان به بند سوزک مشهور است.

## معرفی بند سبزک
بند سبزک یکی از مکان‌های زیبا و سحرآمیز در افغانستان است که هر بیننده‌ای را مجذوب زیبایی خود می‌کند.
سبزک شبیه به یک کاسه بزرگ است، وقتی از نقطه‌ای به درون آن دیده شود، طوری به نظر می‌رسد که در بین آن چند کاسه کوچکتر را داخل هم دیگر قرار گرفته باشد.
به همین صورت در ه‌های داخل هم مانند کا سه‌های کوچکتر بین در بین، این بند را درست کرده‌است وهر دره مملو از درخت‌های خودرویی است که مثل سربازان یک لشکر در کنار هم ایستاده‌اند . .
در یک سمت دره‌هایی دیده می‌شود، به هم پیچیده و در سمت دیگر، کوه‌ها یی دیده می‌شوند در هم تنیده، که پشت به پشت وپهلو به پهلو هم قرار گرفته‌اند.

## جغرافیای بند سبزک
آنچه در منابع جغرافیایی آمده است، نیمی از بند سبزک از مربوطات ولایت هرات و نیم دیگر آن مربوط ولایت بادغیس است.
در سال‌های گذشته راه باریکی برای عبور وسایط از بند سبزک وجود داشت، در زمان حاکمیت مجاهدین در افغانستان، این راه حدوداً گسترده‌تر شد، طالبان آن بیشتر گسترش دادند و با رویکار آمدن حکومت حامد کرزی این راه بزرگتر شده‌است.
صدهاتن از مسافرین هرات - بادغیس تا کنون در پی واژگون شدن وسایطشان در درون دره سبزک کشته شدند.
دره سبزک در گذشته یکی از خطرناک‌ترین مناطق برای عبور وسایط نقیله تلقی می‌شد.

## سرسبزی بند
بند سبزک از سرسبزترین مناطق افغانستان به‌شمار می‌آید، بند سبزک دره‌ها و کوه‌های بند سبز مملو از درختان سبزی است بنام ارچه.
در سال‌های اخیر در پی بحران‌های سیاسی و خشکسالی‌های پی در پی بسیاری از باشنده گان این مناطق اقدام به قطع درختان ارچه نمودند.
مسوولین زراعت (کشاورزی) بادغیس در گفتگوی با خبرگزاری وقت اعلان کردند که سالانه هزاران درخت ارچه توسط افراد غیر مسوول قطع شده و به ولایات همجوار به فروش می‌رسد.
او گفته‌است: «اگر دولت در حفظ و نگهداری درختان ارچه احساس مسوولیت ننماید امکان آن می‌رود که در سالهای آینده تمام این درختان ازبین برده شود.»

## سرمای شدید
بند سبزک از سردترین مناطق افغانستان در زمستان است، بطوریکه دمای هوا تا ۵۰ الی ۶۰ درجه سانتی گراد زیر صفر می‌رسد.
وسایط در زمستان با زنجیر بستن چرخ‌ها نیز به سختی از این منطقه عبور می‌کنند.
در گذشته‌ها وسایط در این منطقه شب‌های طولانی زمستان را می‌گذراندند، بطوریکه برخی از راننده گان می‌گویند :" هفت شب را نیز به علت سرمای بی‌حد و خاموش شدن وسایطشان در آنجا گذرانده‌اند.

## زغال سنگ
بند سبزک یکی از بزرگترین منابع زغال سنگ در افغانستان است، همینک کار استخراج این منابع به یک شرکت خصوصی در افغانستان واگذار شده‌است.

## منطقه خطرناک جنگی
بند سبزک از زمان حمله شوروی سابق به افغانستان تا کنون یکی از مناطق خطرناک جنگی نیز به‌شمار می‌آید.
در گوشه‌های از بند سبزک بقایای جنگ‌های افغان‌ها با روس مشاهده می‌شود.
قطارهای جنگی و اکمالاتی روسی چندین بار در این منطقه مورد حمله مجاهدین قرار گرفتند، در سال‌های حاکمیت طالبان نیز این منطقه از مناطق امن به‌شمار نمی‌رفت، یک گروه از ماین پاکان افغان در این منطقه توسط افراد ناشناس کشته شدند و در زمان حاکمیت حکومت انتخابی افغانستان نیز گروهی از دکتران بدون مرز توسط همین افراد کشته شدند.
همینک گروه‌های افراطی گهگ‌های دست به خرابکاری در این منطقه می‌زنند.